# Ando-Kékrénou
Ando-Kékrénou est une localité du centre de la Côte d'Ivoire, et appartenant au département de Béoumi, Région de la Vallée du Bandama.
La localité d'Ando-Kékrénou est un chef-lieu de commune.